# 卡尔·坦泽勒
卡尔·坦泽勒（英語：Carl Tanzler，1877年2月8日—1952年7月3日），亦稱為卡尔·冯·科瑟伯爵（Count Carl von Cosel），出生於德國，後來移民至美國，在佛罗里达州基韦斯特市海员医院服务部擔任放射技师。期間他迷恋上了一名年轻的结核病患者古巴裔美國人埃琳娜·「海倫」·米拉格羅·德·霍約斯（Elena "Helen" Milagro de Hoyos，1909年7月31日－1931年10月25日）。在霍約斯因結核病去世後坦泽勒一直對其念念不忘。1933年，在霍約斯去世两年後，坦泽勒盜掘了霍約斯的墳墓，將霍約斯遺骸偷走，并与霍約斯的遺骸一起生活了7年，直到1940年被霍約斯的亲戚发现。

## 早期生活
卡尔·坦泽勒年少時一直生活在德意志帝國，之後前往澳大利亞，期間恰逢第一次世界大战爆發，坦泽勒一度被澳方當局拘留。一戰結束後被釋放返回德国。
回到德国后，坦泽勒約于1920年与Doris Schäfer结婚（1889年–1977年）。他们共有两个孩子：Ayesha Tanzler（1922年–1998年）和Clarista Tanzler（1924年–1934年），其中Clarista Tanzler因白喉去世。
1926年，坦泽勒移民到美国泽弗希尔斯投靠他的姐姐，後来坦泽勒的妻子和两个女儿緊隨其後來到美國。1927年，他将家人留在泽弗希尔斯，自己前往佛罗里达州基韦斯特的海员医院服务部担任放射技术员。
坦泽勒在德国的童年时期，以及后来在意大利热那亚短暂旅行的时候，坦泽勒声称曾见过一个死者，並被其吸引，死者擁有烏黑頭髮，据称祖先是科思爾女伯爵。

## 邂逅病人
1930年4月22日，坦泽勒在基韦斯特海员医院服务部工作时遇到了埃琳娜·「海倫」·米拉格羅·德·霍約斯（1909年–1931年），她是一位古巴裔美國人，當時她被她的母亲带到医院检查。當坦泽勒見到霍約斯時，立即想到早年旅遊時期遇到的那位黑髮女子。
埃琳娜·「海倫」·米拉格羅·德·霍約斯是当地雪茄制造商Francisco“ Pancho” Hoyos（1883–1934）和Aurora Milagro（1881–1940）的女儿。她有两个姐姐，一位是Florinda "Nana" Milagro Hoyos（1906–1944），同樣死於結核病，另一位姐姐是Celia Milagro Hoyos（1913年–1934年）。 
1926年2月18日，霍约斯与Caridad和Isaac Mesa的儿子路易斯·梅萨（Luis Mesa，1908年–？）结婚。梅萨在霍约斯流产后不久便离开了霍约斯，并搬到了迈阿密。霍约斯去世时依舊与梅萨維持合法婚姻。
霍约斯最终被诊断出患有肺结核，这在当时是一种致命的疾病，霍约斯几乎所有直系亲属皆因肺结核而死。坦泽勒凭借自己的医学知识，尝试用各种药物以及X射线和电气设备来治疗霍约斯。坦泽勒還把珠宝和衣物贈送给霍约斯，据说以此表示对霍约斯的爱，但没有证据表明霍约斯對坦泽勒有任何感情。

## 戀尸癖
尽管坦泽勒尽了最大努力，霍約斯还是于1931年10月25日因肺结核在其父母位於基韦斯特的家中去世。坦泽勒为霍约斯支付喪葬費，然后在霍约斯家人的允许下，他委托西礁岛墓园為霍约斯建造了墓地，此後几乎每天晚上坦泽勒都會去看望霍约斯墳墓。
1933年4月的一个晚上，坦泽勒偷偷來到霍約斯的墓地，从墓地中盜掘了霍约斯的尸体，並将尸体运回自己的家中。
坦泽勒用电线和衣架将尸体的骨头连接起来，并在臉上安裝玻璃做的眼睛。隨著尸体的皮肤腐烂，坦泽勒用浸過蜡和灰泥的丝布代替了皮膚。当头发从腐烂的头皮上掉下来时，坦泽勒用霍约斯的头发编成一顶假发，该頭髮是由霍约斯的母亲收集并在1931年霍约斯下葬不久后送给坦泽勒的。坦泽勒用碎布填满了尸体的腹腔和胸腔，以保持其原始形状，並給霍约斯的遗体穿上长袜，戴上珠宝飾品和手套，将尸体放在床上。坦泽勒还使用了大量的香水、消毒剂和防腐剂，以掩盖气味并防止尸体進一步分解。
1940年10月，霍約斯的姐姐Florinda听到传闻说坦泽勒和妹妹的尸体一起睡觉，於是前往坦泽勒的家中与坦泽勒當面对质，霍约斯的尸体最终被发现（當時坦泽勒还在敞开的窗户前与霍约斯的尸体共舞）。Florinda通知了執法部門，坦泽勒被逮捕和拘留。坦泽勒经过精神病学检查後，最終以“故意和恶意破坏坟墓并未经许可移走尸体”的罪名被起訴。1940年10月9日，基韦斯特的门罗县法院對坦泽勒进行了初步聆讯，但由于该罪行的时效期限已到期，该案最终被撤销，坦泽勒被释放。
在霍約斯尸体被发现后不久，尸体经过医生和病理学家的检查，并在一家名為Dean-Lopez Funeral Home的殯儀館公开展出，有多达6,800人前來观看。霍約斯的遗体最终被送回西礁岛墓园，在那里霍約斯遗体被埋葬在一个秘密未标记的坟墓中，以防止再次被人盜掘。
坦泽勒盜尸以及與尸共眠的消息在当时引起了媒体的极大兴趣（特別是Key West Citizen和迈阿密先驱报積極報道），并在當地和全国范围内引起了轰动。輿論总体上同情坦泽勒，並将其视为古怪的“浪漫主义者”。
後來有研究表明坦泽勒對霍約斯的尸体有戀尸癖。1940年参加霍約斯尸体解剖的两位医生在1972年回忆说，坦泽勒在尸体的阴道区域插入了一根纸管以便进行性交。其他人则认为，由于在1940年初步聆讯时没有提出坦泽勒有恋尸癖的证据，而且由于医生的“证据“在案件發生30多年后于1972年才浮出水面，因此，这种恋尸癖指控令人怀疑。虽然没有现有的尸体解剖照片或公开展示的照片显示有纸管，但1999年HBOAutopsy節目再次提及了坦泽勒是恋尸癖的说法。

## 晚年
1944年，坦泽勒搬到靠近佛罗里达州泽弗希尔斯（Zephyrhills）的佛罗里达州帕斯科县（Pasco County），在那里他撰写了自传，并于1947年刊登在《奇妙历险》上。坦泽勒于1950年在坦帕获得美国国籍。
此後，坦泽勒用一个死亡面具制作了真人大小的霍約斯雕像，并与它生活在一起，直到其於1952年7月3日去世，享年75岁。坦泽勒死后三周，他的尸体在他家的地板上被发现。
据说，在坦泽勒尸体被发现時，坦泽勒正依偎在霍約斯雕像的怀里，但他的訃告並沒有承認這一點。